# Klasyfikacja gospodarcza
Klasyfikacja gospodarki narodowej dokonywana jest według dwóch kryteriów:
- ekonomicznego,
- organizacyjnego.

Klasyfikacja ekonomiczna (przedmiotowa) gospodarki narodowej dokonana według charakteru działalności ustala jej podział na sfery, działy, gałęzie i branże.
Gospodarkę narodową dzieli się na 19 działów, z których każdy grupuje jednostki wykonujące zbliżone do siebie funkcje wynikające ze społecznego podziału pracy.
W skład gospodarki narodowej wchodzą następujące działy:
1. przemysł,
2. budownictwo,
3. rolnictwo,
4. leśnictwo,
5. transport,
6. łączność,
7. handel,
8. pozostałe gałęzie produkcji materialnej (wydawnictwa, filmy, usługi informacyjne i inne),
9. gospodarka komunalna,
10. gospodarka mieszkaniowa oraz niematerialne usługi komunalne,
11. nauka i rozwój techniki,
12. oświata i wychowanie,
13. kultura i sztuka,
14. ochrona zdrowia i pomoc społeczna,
15. kultura fizyczna, turystyka i wypoczynek,
16. pozostałe branże usług niematerialnych (fryzjerskie, kosmetyczne, fotograficzne i inne),
17. administracja państwowa i wymiar sprawiedliwości,
18. finanse i ubezpieczenia,
19. organizacje polityczne, związki zawodowe i inne.

Działy gospodarki narodowej podzielone są na 86 gałęzi i 371 branż. Podział działów na gałęzie i branże opiera się na coraz dalej idącej specjalizacji jednostek.
Całą gospodarkę narodową dzieli się na dwie sfery: sferę produkcji materialnej i sferę poza produkcją materialną (usługi niematerialne).
Do sfery produkcji materialnej zalicza się: przemysł, budownictwo, rolnictwo, leśnictwo, transport, łączność, handel, pozostałe gałęzie produkcji materialnej i gospodarkę komunalnej.
Pozostałe działy zalicza się do sfery poza produkcją materialną.
W związku z wielkim znaczeniem klasyfikacji ekonomicznej gospodarki narodowej została ona opracowana przez GUS według jednolitych kryteriów. Poszczególne poziomy klasyfikacji gospodarki narodowej (KGN) oznaczone są jednolitymi symbolami liczbowymi. Tak opracowana klasyfikacja ekonomiczna gospodarki narodowej znajduje zastosowanie przy zestawianiu informacji statystycznych i opracowaniu sprawozdań. KGN jest również wykorzystywana dla nadania statystycznych numerów identyfikacyjnych każdej jednostce organizacyjnej. Numery statystyczne nadawane jednostkom według jednolitego systemu kodowania ewidencjonuje się w rejestrze jednostek gospodarki narodowej REGON.
Klasyfikacja organizacyjna (podmiotowa) gospodarki narodowej ma na celu stworzenie warunków umożliwiających sprawne kierowanie gospodarką narodową.
Głównym podziałem organizacyjnym gospodarki narodowej jest podział na resorty naczelnych organów administracji państwowej, którymi są ministrowie.